# Ab Urbe condita libri
Pour les articles homonymes, voir Histoire romaine (homonymie).

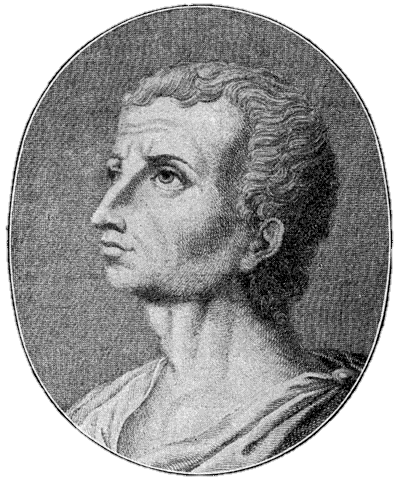
Tite-Live, portrait fictif (1905)

L'Histoire de Rome depuis sa fondation (en latin Ab Urbe condita libri, littéralement « les livres depuis la fondation de la Ville » [Urbs, la Ville est toujours Rome]) est une œuvre de l'historien Tite-Live dont il entame la rédaction aux alentours de 31 av. J.-C. De cette œuvre immense qui couvre en 142 livres, des origines de Rome jusqu'à la mort de Drusus en 9 av. J.-C., seul le quart, soit trente-cinq livres, a survécu intégralement, le reste est connu par des abrégés.

## Historique
L'analyse des premiers livres pour en évaluer la date de publication est compliquée par la forte probabilité d'une ou plusieurs rééditions de ces livres avec quelques retouches de son auteur, dont, selon Jean Bayet, l'inclusion au début du livre II d'une préface générale de l'ouvrage dont le style élaboré contraste avec le texte des cinq premiers livres. Dans la narration au premier livre (I, 19,3) de la fondation du temple de Janus et de l'instauration du rituel de fermeture de ses portes en l'absence de guerre, Tite-Live rappelle la répétition de ce rite par Auguste, titre qu'il n'adopte qu'en l'an 27 avant l'ère chrétienne. La fermeture des portes du temple de Janus ayant eu lieu en 29 av. J.-C. puis à nouveau en 25 av. J.-C., ce passage a été écrit peu après cette dernière date.
Selon Jean Bayet, la précédente et première rédaction du livre I se situerait entre 31 av. J.-C. et 29, lors de la restauration par Auguste du temple de Jupiter Férétrien : Tite-Live évoque cette restauration au livre IV (20, 7) mais n'en fait aucune mention à la fondation par Romulus, citée au livre I (0, 6-7).
En conclusion, les historiens situent communément une première rédaction du livre I après la bataille d'Actium en 31 av. J.-C., suivie d'une édition remaniée des premiers livres, vraisemblablement du livre I au IV, entre 27 av. J.-C. et 25 av. J.-C..
Pour la suite de la parution, la rédaction des livres VI à CXX s'échelonne entre 30 av. J.-C. environ et 14 apr. J.-C., moment de la mort d'Auguste, soit en moyenne à peu près deux livres et demi par an. Le rythme s'accélère ensuite jusqu'au dernier livre CXLII et au décès de Tite-Live situé en 17 apr. J.-C., soit vingt et un ou vingt-deux livres en trois ans, une production qui témoigne de la hâte et de la virtuosité d'un écrivain âgé rapportant des faits qui lui étaient contemporains

## Description

### Cent quarante-deux livres
Cette œuvre est organisée en groupes de 10 livres (parfois en groupes de 5), traditionnellement nommés « décades » au Moyen Âge, terme que Tite-Live n'emploie jamais et qui n'est attesté qu'à partir de 496, par une lettre du pape Gélase Ier. Il est possible que ce regroupement soit motivé par des raisons d'édition, lorsque les copistes ont substitué la présentation en codex groupant plusieurs livres aux séries de volumen d'un livre chacun.
Les livres qui sont restés concernent l'histoire des premiers siècles de Rome depuis sa fondation jusqu'en 292 av. J.-C., puis, dans les troisième, quatrième et cinquième décades, le récit de la deuxième guerre punique et de la conquête par les armes romaines de la Gaule cisalpine, de la Grèce, de la Macédoine, et d'une partie de l'Asie Mineure. Le dernier événement important qui s'y trouve relaté est le triomphe de Paul Émile à Pydna en 168 av. J.-C..

### Préface de Tite-Live
Dans sa préface, Tite-Live dit « Quant aux récits relatifs à la fondation de Rome ou antérieurs à sa fondation, je ne cherche ni à les donner pour vrais ni à les démentir : leur agrément doit plus à l'imagination des poètes qu'au sérieux de l'information ». Il se montre critique vis-à-vis de ce qu’il juge comme une décadence de Rome (qui n’a pas encore atteint son apogée) et exalte les valeurs qui ont fait la Rome éternelle.
Cette préface livre l'objectif de Tite-Live : commémorer les hauts faits de Rome, la cité devenue maîtresse du monde, présenter les hommes et les mœurs et les moyens à l'origine de la grandeur de la ville et la décadence morale à l'époque des guerres civiles, de façon que les lecteurs puissent tirer les enseignements de l'Histoire. C'est donc à la fois un ouvrage de dialectique et de morale. Ses méthodes sont celles du Grec Isocrate, du IVe siècle av. J.-C.

### Ses sources
Selon la pratique habituelle des auteurs antiques, Tite-Live ne cite pas ses sources, sauf lorsqu'il lui parait nécessaire de les discuter et choisir une version parmi plusieurs divergentes, ce qui donne ponctuellement quelques noms comme Fabius Pictor, qu'il oppose à Calpurnius Pison, ou Valerius Antias, dont il moque des détails d'une précision invraisemblable.
Ses sources sont les annalistes romains antérieurs ou des historiens grecs, dont les œuvres sont le plus souvent perdues. Il se fie surtout aux sources écrites, mais ne recourt que rarement aux archives originales : par exemple, lorsqu'il constate une divergence d'indication des consuls de l'année entre Lucius Aelius Tubero et Caius Licinius Macer, il ne se reporte pas aux livres de lin des archives officielles et considère la question comme insoluble. À la décharge de Tite-Live, Jean Bayet rappelle que cette paresse à refaire le travail des historiens antérieurs s'est poursuivie chez les chroniqueurs du Moyen Âge.
Des philologues allemands du XIXe siècle comme Heinrich Nissen (1839-1912) et Wilhelm Soltau (1846-1924) ont mené une recherche minutieuse, dite du Quellenvorschung (« Recherche des sources »), pour identifier les textes des annalistes utilisés dans les récits de Tite-Live, essentiellement dans les livres les mieux connus, des quatrième et cinquième décades. Selon Soltau, Tite-Live ne pouvait consulter qu'un auteur à la fois, étant donné l'impossibilité de manipulation de plusieurs rouleaux (volumen) en même temps. Donc chaque passage de Tite-Live serait transcrit à partir d'un seul auteur, pour ensuite copier un autre en changeant de volume. Pour Jean Bayet, cette hypothèse simplificatrice ne cadre pas avec l'homogénéité de style de Tite-Live, difficile à maitriser en passant sans arrêt d'une transcription à une autre. De surcroit, elle oublie la technique de travail à partir d'extraits, communément pratiquée dans l'antiquité, et elle sous-estime chez Tite-Live les capacités de mémorisation d'auteurs lus préalablement. Les études postérieures à Soltau admettent que Tite-Live a procédé par synthèse de sources multiples.
Pour la troisième décade sur la deuxième guerre punique, Tite-Live a largement utilisé Polybe, mais aussi Lucius Coelius Antipater, auteur d'un ouvrage consacré à cette guerre, Valerius Antias, Quintus Claudius Quadrigarius, vraisemblablement Fabius Pictor et Lucius Cincius Alimentus, contemporains du conflit, peut-être Caius Acilius et le poète Ennius, et d'autres annalistes dont on ignore le nom.
Dans les quatrième et cinquième décades, l'utilisation de Polybe est certaine pour les événements de l'Orient hellénistique. Soltau croit identifier Calpurnius Pison et Valerius Antias pour les faits urbains propres à la ville de Rome, le même Antias et Quadrigarius pour les interventions en Espagne et en Italie du nord. Enfin Caton l'Ancien aurait été mis à contribution dans plusieurs chapitres des livres XXXIV et XXXIX.
Enfin, pour la première décade, l'incertitude est grande : l'influence des annalistes du Ier siècle av. J.-C. Lucius Aelius Tubero, Caius Licinius Macer et Quintus Claudius Quadrigarius semble prouvée, mais la restriction de Soltau à ces seuls auteurs avec des traces nombreuses de Fabius Pictor et de Valerius Antias n'est pour Jean Bayet qu'un minimum. De surcroit, Bayet critique l'analyse simplificatrice de Soltau du premier livre, pour lequel il ne retient que des contributions d'Antias et de Tubero, et exclut la possibilité de celles de Fabius Pictor, de Cincius, de Cassius Hemina, de Pison, de Macer et de Varron.

### Plan général de l'ouvrage

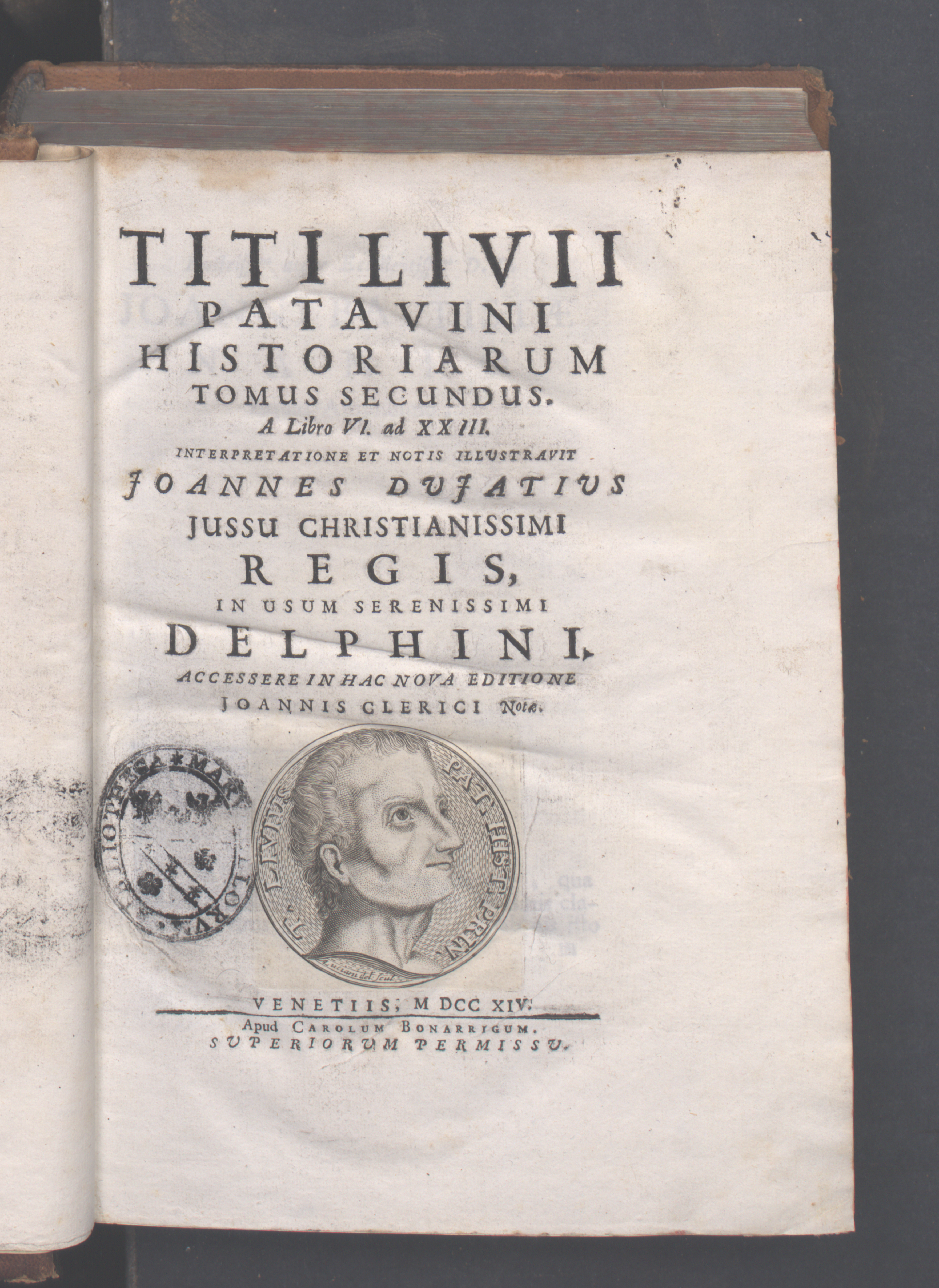
Ab Urbe condita, édition de 1714.

Le plan de l'ouvrage se repère lorsque Tite-Live insère dans certains livres des préfaces ou des préambules, synthèses servant de transition. En revanche, préfaces et préambules sont omis des Periochæ. La répartition proposée par Jean Bayet est la suivante :
- Livre I : les origines et la royauté, avec l’arrivée d’Énée en Italie, la dynastie albaine, les règnes de Romulus, Numa Pompilius, Tullus Hostilius, Ancus Marcius, Tarquin l'Ancien, Servius Tullius, Tarquin le Superbe, ainsi que son renversement[17]. Ce livre contient notamment les épisodes célèbres de l'enlèvement des Sabines, du combat des Horaces et des Curiaces et du viol de Lucrèce ;
- Livres II-V : les premiers siècles de la République (509 - 390), avec la lutte contre les Tarquins, les deux décemvirats, la prise de Véies, l'invasion gauloise de 390 av. J.-C. et les exploits de Camille ;
- Livres VI-XV : la conquête de l'Italie (390 - 292), avec les guerres latines et les guerres samnites ;
- Livres XVI-XX : la première guerre punique ou guerre de Sicile (264 - 241 av. J.-C.) ;
- Livres XXI-XXX : la deuxième guerre punique (218 - 202 av. J.-C.) et la première guerre macédonienne (215 - 205 av. J.-C.) ;
- Livres XXXI-XL : la deuxième guerre macédonienne et la lutte contre Antiochos III (201-179), jusqu'à la mort de Philippe V de Macédoine ;
- Livres XLI-XLVII : la troisième guerre macédonienne (178 - 167 av. J.-C.), jusqu'au triomphe sur Persée et au règlement des affaires d'Orient ;
- Livres XLVIII-LII : la troisième guerre punique (149 - 146 av. J.-C.) et la guerre d'Achaïe ;
- Livres LIII-LXX : jusqu'au tribunat de M. Livius Drusus ;
- Livres LXXI-LXXVI : la guerre sociale ;
- Livres LXXVII-XC : du conflit entre Marius et Sylla jusqu'à la mort de Sylla et ses suites immédiates ;
- Livres XCVII-CIII : de la victoire de Crassus sur les esclaves à la salutation de Pompée comme Magnus ;
- Livres CIV-CVIII : jusqu'à la réduction complète de la Gaule par Jules César ;
- Livres CIX-CXVI : des débuts de la guerre civile jusqu'à l'assassinat de Jules César ;
- Livres CXVII-CXXXIII : de l'arrivée d'Octave à Rome jusqu'à ses triomphes après Actium et la fin des guerres civiles ;
- Livres CXXXIV-CXLII : de la salutation d'Octave comme auguste jusqu'aux honneurs funèbres accordés à Drusus, mort en Germanie en 9 av. J.-C.

Dans cette Histoire de Rome se trouve également la première uchronie connue au livre IX : Tite-Live imagine le monde si Alexandre le Grand était parti conquérir l'Occident et non l'Orient.

### Transmission et abrégés

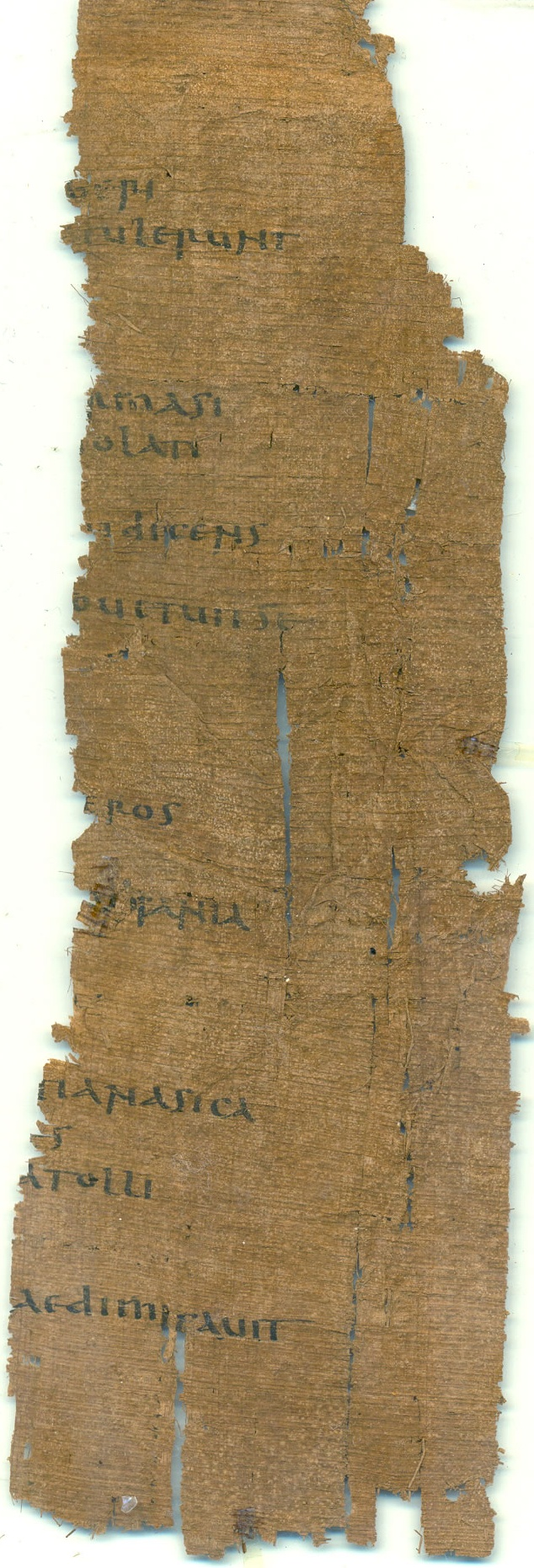
Un des papyrus d'Oxyrhynque contenant l'abrégé.

Trente-cinq livres seulement sur 142 sont parvenus à l'époque moderne : la première décade (livres I à X), la troisième, la quatrième et la moitié de la cinquième décade (livres XXI à XLV). L'œuvre complète fut lue au moins jusqu'en 401. Selon la thèse de plusieurs auteurs, bien qu'aujourd'hui assez controversée, les pertes viendraient de Grégoire le Grand qui aurait fait brûler bon nombre de manuscrits favorables au paganisme, Tite-Live inclus,. Une autre version indique qu'une purge massive de l'historien fut décidée par l'empereur Caligula. De l'antiquité jusqu'à l'époque contemporaine, plusieurs témoignages ont signalé à tort la découverte des livres disparus de l'Histoire, le « Tite-Live perdu ».
Les autres livres ne sont connus que par des fragments et des citations d'auteurs postérieurs, Tite-Live fut beaucoup lu, notamment par Florus, Eutrope, Justin et Orose. Il est fort probable que vu sa grande taille, l'Histoire fut souvent résumée et abrégée, les abréviations, pourtant pas mentionnées par les contemporains, se substituant souvent à l'œuvre complète.
Près de 81 fragments sont comptabilisés comme ceux de Tite-Live (ce nombre inclus quatre fragments considérés comme douteux mais pas quatre autres fragments de Sénèque l'Ancien et Quintilien concernant l'œuvre oratoire de Tite-Live), le nombre paraît faible face à la popularité de l'œuvre. Les fragments ne sont considérés comme tels que si le rédacteur cite explicitement Tite-Live. Le problème étant que l'historien sert plus comme nom d'autorité, les citations sont souvent trop brèves pour une découverte majeure et sont parfois retranscrites de façon assez libre. Le fragment le plus long, que des historiens jugent « décevant », étant celui du livre XIC. Il fut découvert en 1772 sur un palimpseste de la bibliothèque vaticane et raconte les événements de -77 et -76 durant la guerre sertorienne).
Un résumé est parvenu, dénommé épitomé ou periochae. Ce résumé, avec des longueurs variables (2 à 95 lignes), abrège livre par livre (sauf les livres CXXXI et CXXXII mais il semble que leurs résumés auraient été en partie transférés dans la periocha du livre CXXLI), et permet de cerner le contenu, à la manière d'une table des matières ou d'un résumé bref. L'auteur est anonyme, bien que des savants attribuent le travail à Florus, Tite-Live lui-même ou ses fils. Ces periochae furent composées sous l'empire romain. La méthode de travail de l'abréviateur est aussi inconnue, car seul le quart de l'œuvre est conservé et peut donc être croisé. Le texte des abrégés est progressivement lacunaire, les hypothèses hésitent entre les livres de Tite-Live plus courts ou l'abréviateur qui accéléra la tâche. Il existe de nombreux points de divergences entre les periochae, les livres conservés et les historiens citant Tite-Live. Il s'agit très probablement de variations de la tradition historique, influencées par l'époque de rédaction de l'abrégé. Une hypothèse, aujourd'hui décriée bien qu'en vogue aux XIXe et XXe siècle, soutenue notamment par Théodore Mommsen, indiquerait que ces abrégés dérivent d'une Epitome Liuiana, théorisant une source intermédiaire entre les periochae conservées et les livres complets.
Un autre abrégé, sans aucun lien avec la tradition manuscrite, fut retrouvé de manière très fragmentaire sur le papyrus d'Oxyrhynque 688.

## Manuscrits
Quinze manuscrits de la première décade sont parvenus à l'époque moderne :
- Le Veronensis, conservé à la bibliothèque capitulaire de Vérone. C'est un palimpseste découvert en 1818 par Angelo Mai. Sous un recueil datant IXe siècle, il contenait la plus ancienne version connue de la première décade de Tite-Live, copiée au IVe siècle[26].
- L'Aginnensis, conservé au British Museum, acquis par les comtes d'Oxford à la bibliothèque des Jésuites d'Agen, copie commencée en Italie au milieu du XIIIe siècle, terminée au XIVe siècle.
- Le Bambergensis, conservé à la bibliothèque de Bamberg, de datation discutée, Xe siècle ou XIe siècle.
- Le Dominicanus, conservé à la bibliothèque Laurentienne de Florence, copié au monastère dominicain de Saint Marc au XIe siècle ou au XIIe siècle avec des corrections du XIVe siècle.
- L'Einsiedlensis, conservé à la bibliothèque de l'abbaye bénédictine d'Einsiedeln, en Suisse, probablement du Xe siècle. Incomplet, il ne comporte que le début du livre I et la partie entre IV, 30 et VI, 36.
- Le Floriacensis, conservé à la Bibliothèque nationale de France, provenant de l'abbaye de Fleury. Datant du IXe siècle et contenant la première Décade à part deux lacunes, c'est un des plus anciens manuscrits.
- Le Harleianus prior, conservé au British Museum. Provenant du diocèse de Trèves, il ne contient que les huit premiers livres et date de la fin du Xe siècle.
- Le Leidensis, conservé à la bibliothèque de l'université de Leyde, du début du XIIe siècle ou peut-être du XIe siècle, contient toute la Décade.
- Le Mediceus, conservé à la bibliothèque Laurentienne de Florence. Datant de la fin du Xe siècle ou du début du XIe siècle. Du début du XIe siècle, il présente des lacunes.
- L'Oxoniensis, provenant du collège des Jésuites de Clermont et conservé à la bibliothèque Bodléienne de l'université d'Oxford. Copié au début du XIe siècle, il présente des lacunes.
- Le Parisiensis, conservé à la Bibliothèque nationale de France. Du début du Xe siècle, c'est un des plus anciens manuscrits.
- Le Romanus, conservé à la bibliothèque Vaticane. Il semble être du milieu du XIe siècle, avec des corrections du XIVe siècle.
- Le Sorbonicus, conservé à la Bibliothèque nationale de France, manuscrit de la Sorbonne de la fin du XIIIe siècle ou du XIVe siècle, il ne contient que la première Décade.
- Le Thuaneus, conservé à la Bibliothèque nationale de France. Lacunaire, il ne contient que les livres VI à X. Il pourrait dater de la fin du VIIIe siècle ou du début du IXe siècle
- L'Upsaliensis, conservé à la bibliothèque de l'Académie d'Upsal. Daté de la fin du Xe siècle ou plus probablement du XIe siècle.

Pour ce qui est des abrégés, un total de 87 manuscrits fut comptabilisé.

## Éditions

### Éditions électroniques
- (fr) Texte de l'Histoire de Rome (trad. Nisard) sur Wikisource ;
- (fr) Texte de l’Histoire de Rome (Sources diverses) sur le site Bibliotheca Classica Selecta ;
- (fr) Texte de l’Histoire de Rome (trad. Nisard) sur le site de Philippe Remacle ;
- (la) Texte de l’Ab Vrbe condita sur Wikisource ;
- (la) Texte de l’Ab Vrbe condita sur le site thelatinlibrary.com ;
- (la) Texte de l’Ab Vrbe condita sur le site intratext.com.

### Éditions sur papier
- Les Décades qui se trouvent de Tite-Live en langue françoise : la première, par Blaise de Vigenere avec des annotations & figures pour l'intelligence de l'antiquité romaine : plus une description particulière des lieux :& une chronologie générale des principaux potentats de la terre. La tierce, tournée autrefois par Jean Hamelin de Sarlac...Le reste de la traduction d'Anthoine de la Faye

édit. À Paris, chez Nicolas Chesneau, rue sainct Jaques, au chesne verd, M.D.LXXXIII.
- Titi Livii historiarum libri XCI fragmentum ἀνέκδοτον ; descriptum et recognitum, Rome, 1773, in-4°. Ce fragment, découvert par Vito Maria Giovenazzi dans un manuscrit palimpseste de la Bibliothèque vaticane, est relatif à la guerre de Sertorius. Il a été publié par Francesco Cancellieri qui joignit aux notes de Giovenazzi celles de Paul Jakob Bruns, philologue allemand, lequel partagea avec Giovenazzi l’honneur de cette découverte.
- Histoire romaine, en sept livres, trad. Annette Flobert, Flammarion, 1993-1999, Paris.
  - Tite-Live (trad. Annette Flobert, préf. Jacques Heurgon), Histoire romaine, livres I à V : De la fondation de Rome à l'invasion gauloise, 1995, 644 p.
  - Tite-Live, Histoire romaine, livres VI à X : La Conquête de l'Italie, traduction d'Annette Flobert
  - Tite-Live, Histoire romaine, livres XXI à XXV : La Seconde Guerre punique I, présentation et traduction par Annette Flobert
  - Tite-Live, Histoire romaine, livres XXVI à XXX : La Seconde Guerre punique II, présentation et traduction par Annette Flobert
  - Tite-Live, Histoire romaine, livres XXXI à XXXV : La Libération de la Grèce, présentation et traduction par Annette Flobert
  - Tite-Live, Histoire romaine, livres XXXVI à XL : Les Progrès de l'hégémonie romaine I, présentation et traduction par Annette Flobert
  - Tite-Live, Histoire romaine, livres XLI à XLV : Les Progrès de l'hégémonie romaine II, présentation, répertoire des noms géographiques et traduction par Annette Flobert

- Historiens de la République, t. I : Tite-Live : Histoire romaine. Salluste, Gallimard, coll. Pléiade, 1088 p.
  - Livres I à V : les origines de Rome, traduction et notes de Gérard Walter
  - Sommaires des livres VI à XX : la renaissance de Rome après l'invasion Gauloise, traduction de Gérard Walter
  - Livres XXI & XXII : la guerre d'Hannibal, traduction et notes de Gérard Walter
  - Sommaires des livres XXIII à CXLII : Rome depuis le désastre de Cannes jusqu'à la fin du régime républicain, traduction de Gérard Walter
- Histoire romaine, Les Belles Lettres, Collection des universités de France « Budé », Série latine (volumes bilingues)
  - Tite-Live (trad. Gaston Baillet, préf. Jean Bayet, postface Raymond Bloch), Histoire romaine, Livre I, 1997 (1re éd. 1940), 269 p. (ISBN 978-2-251-01281-0)
  - Tite-Live, Histoire romaine, T. II : Livre II, texte établi par J. Bayet et traduit G. Baillet, appendice de R. Bloch. VIII - 229 p.  (ISBN 978-2-251-01282-7)
  - Tite-Live, Histoire romaine, T. III : Livre III, texte établi par J. Bayet et traduit par G. Baillet, VIII - 276 p.  (ISBN 978-2-251-01283-4)
  - Tite-Live, Histoire romaine, T. IV : Livre IV, texte établi par J. Bayet et traduit par G. Baillet, VIII - 258 p.  (ISBN 978-2-251-01284-1)
  - Tite-Live, Histoire romaine, T. V : Livre V, texte établi par J. Bayet et traduit par G. Baillet, VIII - 265 p.  (ISBN 978-2-251-01285-8)
  - Tite-Live, Histoire romaine, T. VI : Livre VI, texte établi par J. Bayet et traduit par G. Baillet, VIII - 214 p.  (ISBN 978-2-251-01286-5)
  - Tite-Live, Histoire romaine, T. VII : Livre VII, texte établi par J. Bayet et traduit par R. Bloch, VIII - 199 p.  (ISBN 978-2-251-01287-2)
  - Tite-Live, Histoire romaine, T. VIII : Livre VIII, texte établi et traduit par Ch. Guittard et R. Bloch, CXXX - 229 p.  (ISBN 978-2-251-01334-3)
  - Tite-Live, Histoire romaine, T. XI : Livre XXI, texte établi et traduit par P. Jal, LXXXII - 216 p.  (ISBN 978-2-251-01345-9)
  - Tite-Live, Histoire romaine, T. XIII : Livre XXIII, texte établi et traduit par P. Jal, LXVIII - 138 p.  (ISBN 978-2-251-01421-0)
  - Tite-Live, Histoire romaine, T. XIV : Livre XXIII, texte établi et traduit par P. Jal, LII - 212 p.  (ISBN 978-2-251-01438-8)
  - Tite-Live, Histoire romaine, T. XV : Livre XXV, texte établi et traduit par F. Nicolet-Croizat, LXXXIV - 215 p.  (ISBN 978-2-251-01361-9)
  - Tite-Live, Histoire romaine, T. XVI : Livre XXVI, texte établi et traduit par P. Jal, LVI - 254 p.  (ISBN 978-2-251-01355-8)
  - Tite-Live, Histoire romaine, T. XVII : Livre XXVII, texte établi et traduit par P. Jal, LXVII - 252 p.  (ISBN 978-2-251-01409-8)
  - Tite-Live, Histoire romaine, T. XVIII : Livre XXVIII, texte établi et traduit par P. Jal, LXI - 251 p.  (ISBN 978-2-251-01391-6)
  - Tite-Live, Histoire romaine, T. XIX : Livre XXIX, texte établi et traduit par P. François, CXII - 288 p.  (ISBN 978-2-251-01377-0)
  - Tite-Live, Histoire romaine, T. XXI : Livre XXXI, texte établi et traduit par A. Hus, CXLIV - 203 p.  (ISBN 978-2-251-01289-6)
  - Tite-Live, Histoire romaine, T. XXII : Livre XXXII, texte établi et traduit par B. Mineo, LVIII - 192 p.  (ISBN 978-2-251-01431-9)
  - Tite-Live, Histoire romaine, T. XXIII : Livre XXXIII, texte établi et traduit par G. Achard, XCI - 116 p.  (ISBN 978-2-251-01422-7)
  - Tite-Live, Histoire romaine, T. XXV : Livre XXXV, texte établi et traduit par R. Adam, XCVIII - 234 p.  (ISBN 978-2-251-01436-4)
  - Tite-Live, Histoire romaine, T. XXVI : Livre XXXVI, texte établi et traduit par A. Manuélian, CXL - 206 p.  (ISBN 978-2-251-01319-0)
  - Tite-Live, Histoire romaine, T. XXVII : Livre XXXVII, texte établi et traduit par J.-M. Engel, CXXXIII - 273 p.  (ISBN 978-2-251-01290-2)
  - Tite-Live, Histoire romaine, T. XXVIII : Livre XXXVIII, texte établi et traduit par R. Adam, CIV - 313 p.  (ISBN 978-2-251-01291-9)
  - Tite-Live, Histoire romaine, T. XXIX : Livre XXXIX, texte établi et traduit par A.-M. Adam, CXLIII - 293 p.,  (ISBN 978-2-251-01373-2)
  - Tite-Live, Histoire romaine, T. XXX : Livre XL, texte établi et traduit par Ch. Gouillart, CXXXV - 235 p.  (ISBN 978-2-251-01333-6)
  - Tite-Live, Histoire romaine, T. XXXI : Livres XLI-XLII, texte établi et traduit par P. Jal, XCII - 368 p.  (ISBN 978-2-251-01292-6)
  - Tite-Live, Histoire romaine, T. XXXII : Livres XLIII-XLIV, texte établi et traduit par P. Jal, CLI - 321 p.  (ISBN 978-2-251-01293-3)
  - Tite-Live, Histoire romaine, T. XXXIII : Livre XLV. Fragments, texte établi et traduit par P. Jal, CXXV - 416 p.  (ISBN 978-2-251-01294-0)
  - Abrégés des livres de l'Histoire romaine de Tite-Live, T. XXXIV, 1re partie : Periochae transmises par les manuscrits (Periochae 1-69), texte établi et traduit par P. Jal, CXXIV - 236 p.  (ISBN 978-2-251-01324-4)
  - Abrégés des livres de l'Histoire romaine de Tite-Live, T. XXXIV, 2e partie : Periochae transmises par les manuscrits (Periochae 70-142) et par le papyrus d'Oxyrhynchos, texte établi et traduit par P. Jal, 234 p.  (ISBN 978-2-251-01327-5)

- Les Origines de Rome. Histoire romaine, livre I, traduction Gérard Walter, édition bilingue de Dominique Briquel, Gallimard, « Folio classique », 1968, 2007